# وورگاوان
وورگاوان (ارمنی: Վուրգավան) یک منطقهٔ مسکونی در جمهوری آرتساخ است که در استان کاشاتاق واقع شده‌است.